# توشيو مايدا
توشيو مايدا (باليابانية: 前田俊夫) هو مانغاكا ياباني، ولد في 17 سبتمبر 1953 في أوساكا في اليابان.

## وصلات خارجية
- الموقع الرسمي
- توشيو مايدا على موقع IMDb (الإنجليزية)
- توشيو مايدا على موقع روتن توميتوز (الإنجليزية)
- توشيو مايدا على موقع ألو سيني (الفرنسية)
- توشيو مايدا على موقع أول موفي (الإنجليزية)
- توشيو مايدا على موقع أول ميوزيك (الإنجليزية)
- توشيو مايدا على موقع ديسكوغز (الإنجليزية)
- توشيو مايدا على موقع قاعدة بيانات الفيلم (الإنجليزية)
- توشيو مايدا على موقع كينوبويسك (الروسية)
- توشيو مايدا على موقع ANN person (الإنجليزية)